# Bill Cosby
William Henry "Bill" Cosby, Jr. (Filadèlfia, Pennsilvània, 12 de juliol de 1937) és un actor de comèdia estatunidenc. A la dècada de 1960 va tenir un paper protagonista en la televisió amb I Spy. Després va tenir el seu propi sitcom amb The Bill Cosby Show. Cosby també ha actuat en nombroses pel·lícules.
Durant la dècada de 1980, Cosby produí i protagonitzà el que va ser una de les sitcoms definitòries de la dècada a The Cosby Show, amb 8 temporades des de 1984 a 1992. Va ser el xou número 1 als Estats Units durant 5 anys seguits, 1985-1989. Aquesta sitcom mostrava les experiencies i el creixement d'una família afroamericana. Bill Cosby també produí la sèrie televisiva derivada titulada A Different World, que passà a serla segona en audiència després de la mateixa The Cosby Show. Va ser el protagonista de la sitcom Cosby des de 1996 a 2000.
Ha estat portaveu i ha promocionat un gran nombre de productes, incloent a Jell-O, Kodak film, Ford, Texas Instruments, i la Coca-Cola. L'estudiós Molefi Kete Asante el va incloure en el seu llibre, els 100 Greatest African Americans.
El 1976, Cosby va obtenir un doctorat en educació (Doctor of Education) per la University of Massachusetts Amherst.

## Biografia

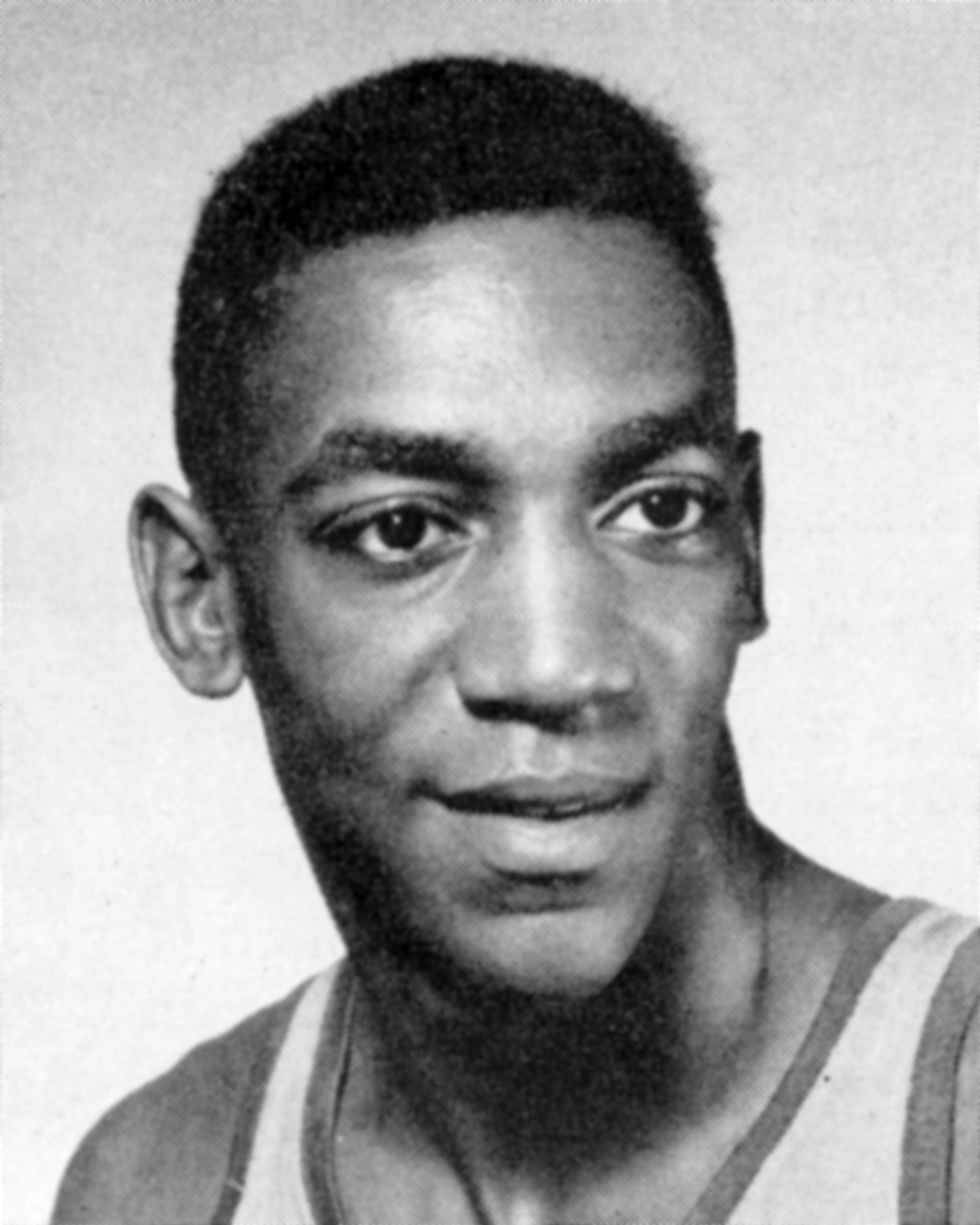
Foto de Bill Cosby a la U.S. Navy

Cosby va néixer i es va criar a Filadèlfia, Pennsilvània. El seu pare era militar a la Marina dels Estats Units i va passar molt de temps fora de casa. Bill Cosby es considerava ell mateix com el pallasso de la classe durant els seus anys d'estudiant. Va ser també el capità dels equips estudiantils de baseball i d'atletisme de pista (track and field), també va ser el president de la classe. Early on, though, teachers noted his propensity for clowning around rather than studying. No va voler seguir una dedicació esportiva i s'enrolà a la U.S. Navy, servint al Marine Corps Base Quantico, Virgínia, Naval Station Argentia, Newfoundland i a l'Hospital Naval a Bethesda, Maryland.
Al mateix temps que servia en l'exèrcit va continuar els seus estudis.
A partir de 1962 va intervenir en el món de la comèdia. El 1963 va signar un contracte amb Warner Bros. Records, on enregistrà primer el LP Bill Cosby Is a Very Funny Fellow...Right!, al qual van seguir altres que van ser molt populars. En les seves actuacions còmiques no feia referències a la raça negra.
L'any 1965, Cosby va ser el primer afroamericà en ser protagonista d'una sèrie dramàtica de televisió (I Spy) per aquesta sèrie Cosby va obtenir tres Emmy Awards.
Bill Cosby ha criticat obertament que els afroamericans es fixin més en els esports i en "treballar fort" que en l'educació.

### Causes judicials
Cosby ha estat objecte d'acusacions d'agressió sexual, la primera de les quals es remunta a mitjans de la dècada dels 60; aquestes acusacions no van tenir molta publicitat fins a 2014. Fins avui més de 60 persones l'han acusat de violació, agressió sexual facilitada amb drogues, agressió sexual, i abús sexual infantil entre d'altres males conductes sexuals. Els suposats incidents van des de 1965 fins a 2008 en 10 estats dels Estats Units i una província canadenca.
Finalment, el dia 25 de setembre de 2018, fou condemnat a entre 3 i 10 anys de presó, declarat culpable de drogar i abusar de l'exjugadora de bàsquet Andrea Constand a la seva mansió de Filadèlfia el 2004.

## Filmografia

### Actor
- 1965-1968: I Spy, sèrie de televisió: Alexander 'Scotty' Scott
- 1969-1971: The Bill Cosby Show (sèrie de televisió): Chet Kincaid
- 1969: Bob, Carol, Ted i Alice (Bob i Carole i Ted i Alice): Amo d'un nightclub
- 1970: Dick Van Dyke Meets Bill Cosby (TV): Host
- 1971-1973: The Electric Company (sèrie de televisió): Diversos personatges (1971-1973)
- 1972: To All My Friends on Shore (TV): Blue
- 1972: Man and Boy: Caleb Revers
- 1972: The New Bill Cosby Show (sèrie de televisió): Narrador
- 1972: Hickey & Boggs: Al Hickey
- 1974: Uptown Saturday Night de Sidney Poitier: Wardell Franklin
- 1974: Journey Back to Oz de Hal Sutherland: The Wizard of Oz (TV versió)
- 1975: Let's Do It Again de Sidney Poitier: Billy Foster
- 1976: Mother, Jugs & Speed: Mare
- 1976: Cos (sèrie de televisió): Host
- 1977: A Piece of the Action: Dave Anderson
- 1977: The Fat Albert Christmas Special (TV): Fat Albert / Mushmouth / Bill / Mudfoot Brown (veu)
- 1978: Top Secret (TV): Aaron Strickland
- 1978: California Suite: Visitants de Xicago - Dr. Willis Panama
- 1981: The Devil and Max Devlin: Barney Satin
- 1984-1992: The Cosby Show (sèrie de televisió): Dr. Cliff Huxtable
- 1987: Leonard Part 6: Leonard Parker
- 1990: Ghost Dad: Elliot Hopper
- 1991: Sinbad and Friends: All the Way Live ... Almost! (TV): Deu (veu)
- 1993: Meteor Man: Marvin
- 1994: The Cosby Mysteries (TV): Guy Hanks
- 1994: I Spy Returns (TV): Alexander Scott
- 1994-1995: The Cosby Mysteries (sèrie de televisió): Guy Hanks
- 1996: Jack: Lawrence Woodruff
- 1996-2000: Cosby (sèrie de televisió): Hilton Lucas
- 2004: Fat Albert: ell mateix

### Productor
- 1968: The Door (curt)
- 1971: The Bill Cosby Special, or? (TV)
- 1972: To All My Friends on Shore (TV)
- 1972: Man and Boy
- 1977: The Fat Albert Christmas Special (TV)
- 1983: Bill Cosby: Ell mateix
- 1987: Bill Cosby: 49 (vídeo)
- 1987: Leonard Part 6
- 1994: I Spy Returns (TV)
- 1996: Cosby (sèrie de televisió)
- 1999: Little Bill (sèrie de televisió)
- 2000: Men of Honor
- 2002: The Cosby Show: A Look Back (TV)
- 2004: Fatherhood (sèrie de televisió)
- 2004: El gran Albert

### Guionista
- 1971: The Bill Cosby Special, or? (TV)
- 1983: Bill Cosby: Ell mateix
- 1987: Bill Cosby: 49 (vídeo)
- 1996: Bill Cosby: Mr. Sapolsky, with Love (vídeo)
- 2002: The Cosby Show: A Look Back (TV)
- 2004: El gran Albert

### Compositor
- 1983:  Bill Cosby: ell mateix
- 1972: To All My Friends on Shore (TV)
- 1994: The Cosby Mysteries (TV)
- 1994: The Cosby Mysteries (sèrie de televisió)
- 1999: Little Bill (sèrie de televisió)

### Director
1969: The Bill Cosby Show (sèrie de televisió)

## Obra

### Discografia
| - Bill Cosby Is a Very Funny Fellow...Right! (1963) - I Started Out as a Child (1964) - Why Is There Air? (1965) - Wonderfulness (1966) - Revenge (1967) - To Russell, My Brother, Whom I Slept With (1968) - 200 M.P.H. (1968) - 8:15 12:15 (1969) - It's True! It's True! (1969) - Sports (1969) - Live: Madison Square Garden Center (1970) - When I Was a Kid (1971) - For Adults Only (1971) - Bill Cosby Talks to Kids About Drugs (1971) - Inside the Mind of Bill Cosby (1972) - Fat Albert (1973) - My Father Confused Me... What Must I Do? What Must I Do? (1977) - Bill's Best Friend (1978) - Bill Cosby: Himself (1982) - Those of You With or Without Children, You'll Understand (1986) - OH, Baby (1991) | - Silver Throat: Bill Cosby Sings (1967) - Bill Cosby Sings Hooray for the Salvation Army Band! (1968) - Badfoot Brown & the Bunions Bradford Funeral & Marching Band (1971) - Charles Mingus and Friends in Concert - As master of ceremonies (Columbia, 1972) - Bill Cosby Presents Badfoot Brown & the Bunions Bradford Funeral Marching Band (1972) - At Last Bill Cosby Really Sings (1974) - Bill Cosby Is Not Himself These Days (1976) - Disco Bill (1977) - Where You Lay Your Head (1990) - My Appreciation (1991) - Hello Friend: To Ennis, With Love (1997) - Quincy Jones & Bill Cosby – The Original Jam Sessions 1969 (2004) - Quincy Jones & Bill Cosby – The New Mixes Vol. 1 (2004) - State of Emergency (2009) - Keep Standing (2010) - The Best of Bill Cosby (1969) - More of the Best of Bill Cosby (1970) - Bill (1973) - Down Under (1975) - Cosby and the Kids (1986) - At His Best (1994) - 20th Century Masters: The Millennium Collection: The Best of Bill Cosby (2001) - The Bill Cosby Collection (2004) |

#### Senzills
| Any  | Senzill                                         | Posició en llista | Posició en llista |
| Any  | Senzill                                         | US                | US R&B            |
| ---- | ----------------------------------------------- | ----------------- | ----------------- |
| 1967 | "Little Ol' Man (Uptight—Everything's Alright)" | 4                 | 18                |
| 1970 | "Grover Henson Feels Forgotten"                 | 70                | —                 |
| 1976 | "I Luv Myself Better Than I Luv Myself"         | —                 | 59                |
| 1976 | "Yes, Yes, Yes"                                 | 46                | 11                |

### Llibres
- Cosby, Bill. Fatherhood.  New York: Doubleday, 1986. ISBN 978-0-385-23410-8. OCLC 15686687.
- Cosby, Bill. Time Flies.  Nova York: Doubleday, 1987. ISBN 978-0-385-24040-6. OCLC 16081611.
- Cosby, Bill. Love and Marriage.  New York: Doubleday, 1989. ISBN 978-0-385-24664-4. OCLC 18984758.
- Cosby, Bill. Childhood.  Nova York: Putnam, 1991. ISBN 978-0-399-13647-4. OCLC 23650310.
- Cosby, Bill. Kids Say the Darndest Things.  Nova York: Bantam Books, 1998. ISBN 978-0-553-11043-2. OCLC 39498709.
- Cosby, Bill. Congratulations! Now What?: A Book for Graduates.  Nova York: Hyperion, 1999. ISBN 978-0-7868-6572-7. OCLC 40979923.
- Allen, Dwight William; Cosby, Bill. American Schools: The $100 Billion Challenge.  New York: IPublish.com, 2000. ISBN 978-0-7595-5000-1. OCLC 48915448.
- Cosby, Bill; Booth, George. Cosbyology: Essays and Observations from the Doctor of Comedy.  Nova York: Hyperion, 2001. ISBN 978-0-7868-6810-0. OCLC 46359836.
- Cosby, Bill. I Am What I Ate ... and I'm Frightened!!!: And Other Digressions from the Doctor of Comedy.  New York: HarperEntertainment, 2003. ISBN 978-0-06-054573-4. OCLC 52387894.
- Cosby, Bill; Cosby, Erika. Friends of a Feather: One of Life's Little Fables.  Nova York: Harper Entertainment, 2003. ISBN 978-0-06-009147-7. OCLC 52206847.
- Cosby, Bill; Poussaint, Alvin F. Come on, People: On the Path from Victims to Victors.  Nashville: Thomas Nelson, 2007. ISBN 978-1-59555-092-7. OCLC 153581209.
- Cosby, Bill. I Didn't Ask to Be Born (But I'm Glad I Was).  New York: Center Street, 2011. ISBN 978-0-89296-920-3. OCLC 707964887.

## Premis i nominacions

### Premis
- 1966. Primetime Emmy al millor actor en sèrie dramàtica per I Spy
- 1967. Primetime Emmy al millor actor en sèrie dramàtica per I Spy
- 1968. Primetime Emmy al millor actor en sèrie dramàtica per I Spy
- 1969. Primetime Emmy al millor programa musical o de varietats per The Bill Cosby Special
- 1985. Globus d'Or al millor actor en sèrie còmica o musical per The Cosby Show
- 1986. Globus d'Or al millor actor en sèrie còmica o musical per The Cosby Show

### Nominacions
- 1970. Primetime Emmy al millor programa musical o de varietats per The Second Bill Cosby Special
- 1970. Primetime Emmy a la millor sèrie còmica per The Bill Cosby Show
- 1970. Primetime Emmy al millor actor en sèrie còmica per The Bill Cosby Show
- 1973. Globus d'Or al millor actor còmic o musical per The New Bill Cosby Show
- 1987. Globus d'Or al millor actor en sèrie còmica o musical per The Cosby Show